# Viviparus japonicus
Viviparus japonicus är en snäckart som beskrevs av Von Martens. Viviparus japonicus ingår i släktet Viviparus och familjen sumpsnäckor. Inga underarter finns listade i Catalogue of Life.